# His Wedding Eve

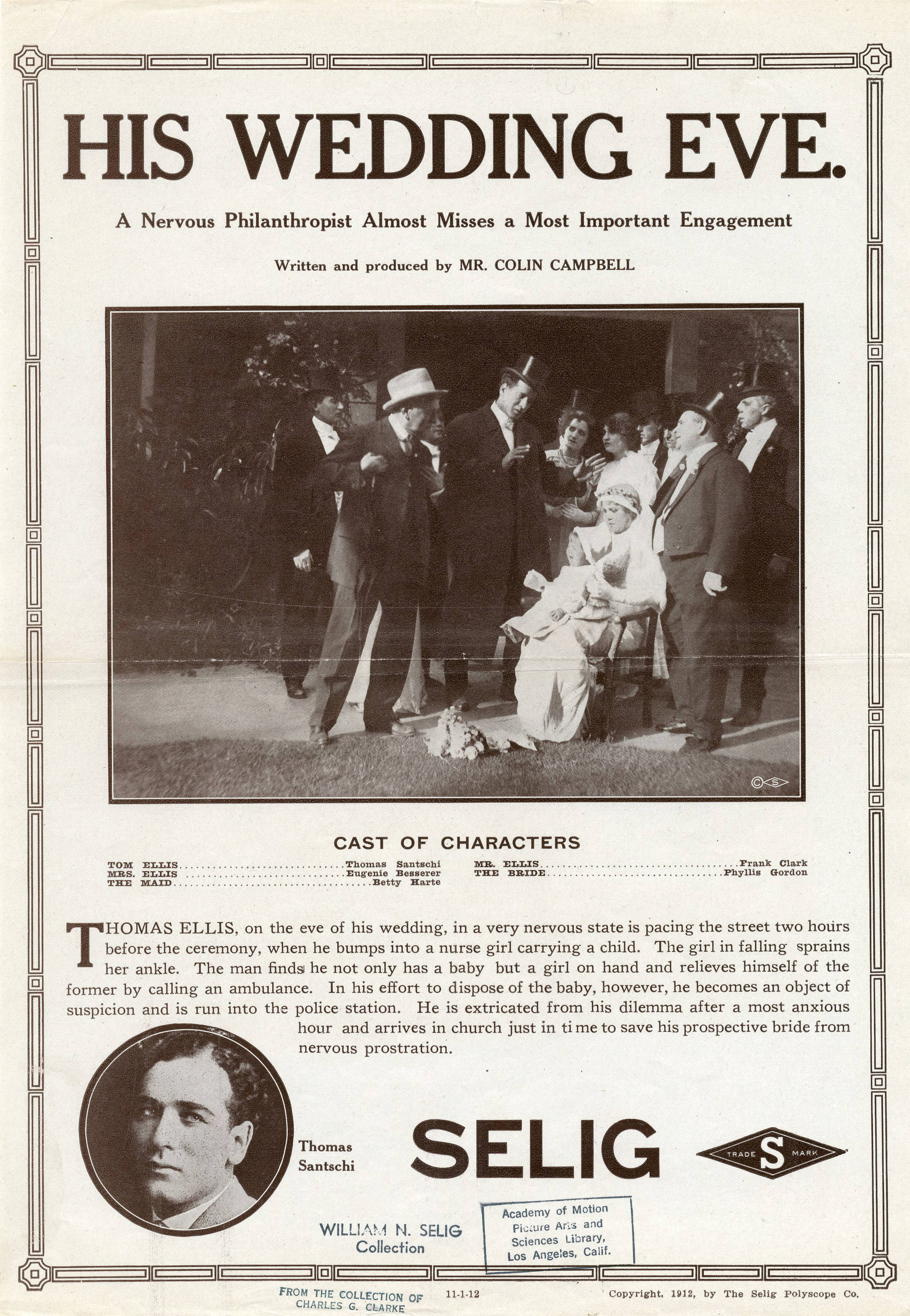
Tract lors de la sortie du film His Wedding Eve

His Wedding Eve est un film muet américain réalisé par Colin Campbell et sorti en 1912.

## Fiche technique
- Réalisation : Colin Campbell
- Scénario : Colin Campbell
- Production : William Nicholas Selig
- Date de sortie : États-Unis : 1er novembre 1912

## Distribution
- Tom Santschi : Thomas Ellis
- Eugenie Besserer
- Betty Harte : la nurse
- Frank Clark
- Phyllis Gordon